# Valley United FC
El Valley United FC es un equipo de fútbol de Estados Unidos que juega en la National Independent Soccer Association, la tercera división nacional.

## Historia
Fue fundado en el año 2020 en la ciudad de Phoenix, Arizona con el nombre Atletico Olympians FC como equipo de la United Premier Soccer League como parte de la Southwest Conference, Arizona Division. En el verano de 2021 el club jugó en la 2021 NISA Independent Cup en la Southwest Region. En septiembre de 2021 anunciaron el cambio de nombre y se unieron a la NISA para la temporada 2022. Valley United FC es el primer equipo de la National Independent Soccer Association cuyos dueños son latinos. También jugará por primera vez en la U.S. Open Cup en la edición de 2022.
Valley United FC es el tercer equipo profesional en Arizona junto al equipo de la USL Championship Phoenix Rising FC y el equipo de la USL1 FC Tucson.
El Valley United FC U23, su equipo filial, jugará en la Southwest Region de la NISA Nation, una de las ligas que conforman la cuarta división nacional.